# پورتلند (کامیونیتی)، مونرو، ویسکانسین
پورتلند (به انگلیسی: Portland) یک منطقهٔ مسکونی در ایالات متحده آمریکا است که در شهرستان مونروو، ویسکانسین واقع شده‌است. پورتلند ۳۹۸٫۰۷ متر بالاتر از سطح دریا واقع شده‌است.